# Nicolas-Jacques Conté
Nicolas-Jacques Conté (Aunou-sur-Orne, 4 agosto 1755 – Parigi, 6 dicembre 1805) è stato un pittore, fisico, chimico inventore francese, noto per aver inventato la matita come la conosciamo ancora oggi, costituita da una mina di grafite e argilla inserita in un corpo di legno di cedro.

## Biografia
Avendo perso il padre, giardiniere, quando era ancora in tenera età, Conté fu cresciuto da sua madre. Manifestò fin da molto giovane inventiva e gusto per la meccanica e la pittura. 
Disegnando con un carboncino di legna e dipingendo con colori che lui stesso fabbricava, fu incoraggiato dal vescovo di Séez Duplessis d'Argentré e dalla superiora dell'ospedale di Sées, Madame de Prémesle, a dipingere vari soggetti religiosi per l'ospedale stesso; eseguì così i dipinti che decorano ancora oggi la chiesa dell'ospedale, per poi dedicarsi all'arte del ritratto. In quest'attività era veloce e creava ritratti somiglianti: il che era tutto quanto richiedeva la clientela locale, affascinata dalla vivacità del colore dei suoi dipinti. Nel frattempo, continuava i suoi studi di fisica e soprattutto di meccanica.
Si fece presto una reputazione in tutta la provincia, per la somiglianza dei suoi ritratti e la freschezza dei colori, tanto che l'intendente
 
di Alençon desiderò conoscerlo e lo convinse ad andare a perfezionare il suo talento a Parigi. In quel periodo Conté, essendosi legato di amicizia con un signore dei dintorni di Alençon, cominciò a redigere la mappa di una vasta proprietà, per la quale immaginò uno strumento molto semplice che facilitava questo lavoro catastale.
Allo stesso tempo, Conté fece realizzare una macchina idraulica che fu presentata all'Accademia francese delle scienze e installata nel gabinetto di fisica di Jacques Charles, che la impiegava abitualmente nelle sue dimostrazioni.
Il matrimonio con una ragazza di buona famiglia ma non più ricca di lui fu un ulteriore motivo per perseverare nella sua doppia carriera sicché, incoraggiato dai primi personaggi della sua provincia, Conté partì per tentare la fortuna a Parigi. Qui divise il suo tempo tra ritratti e corsi di anatomia, chimica, fisica e meccanica.

## Un comitato scientifico durante la Rivoluzione

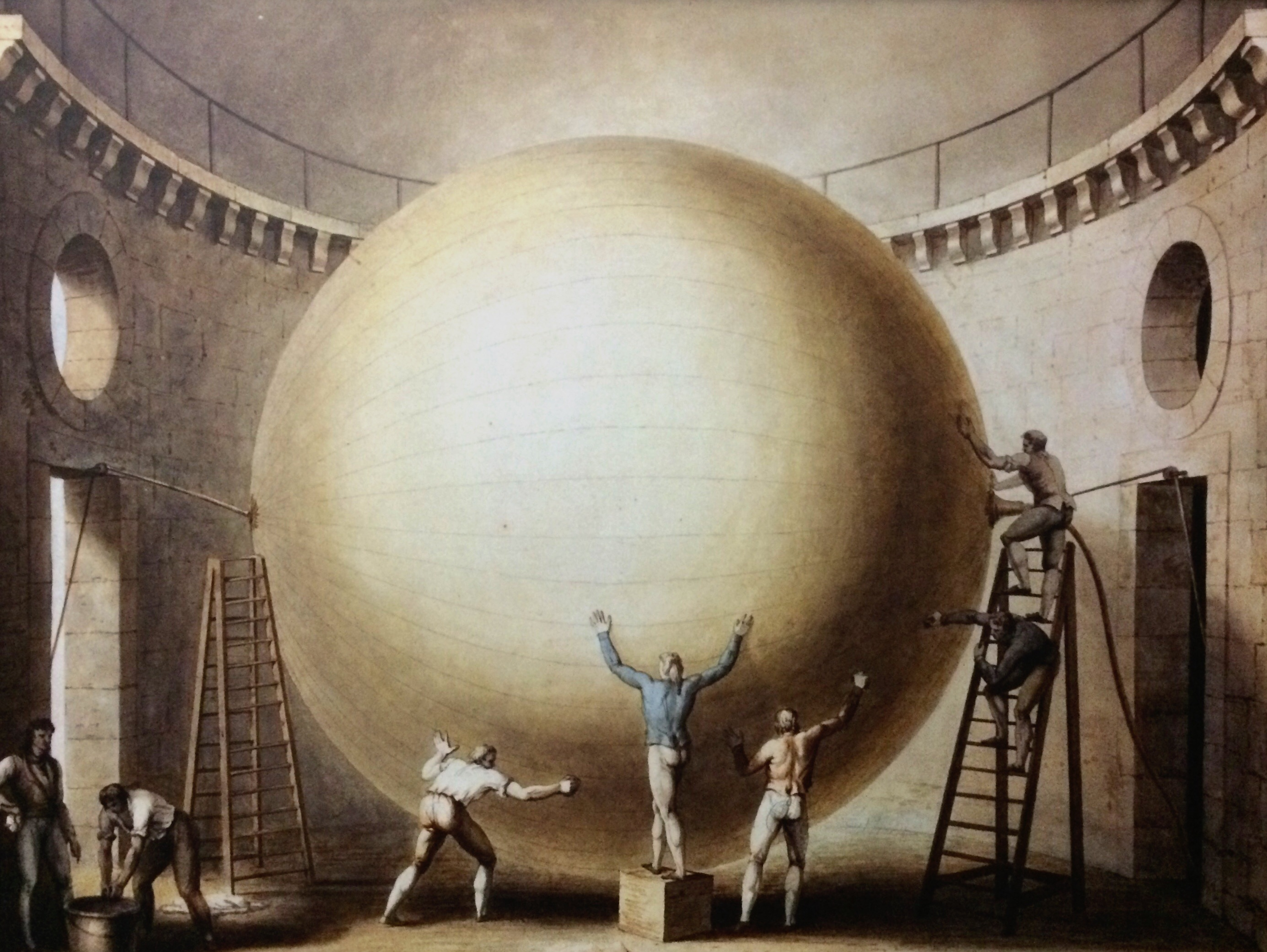
N.J. Conté, Fabbricazione degli aerostati militari al castello di Meudon - verniciatura e verifica dei giunti e dell'impermeabilizzazione del pallone

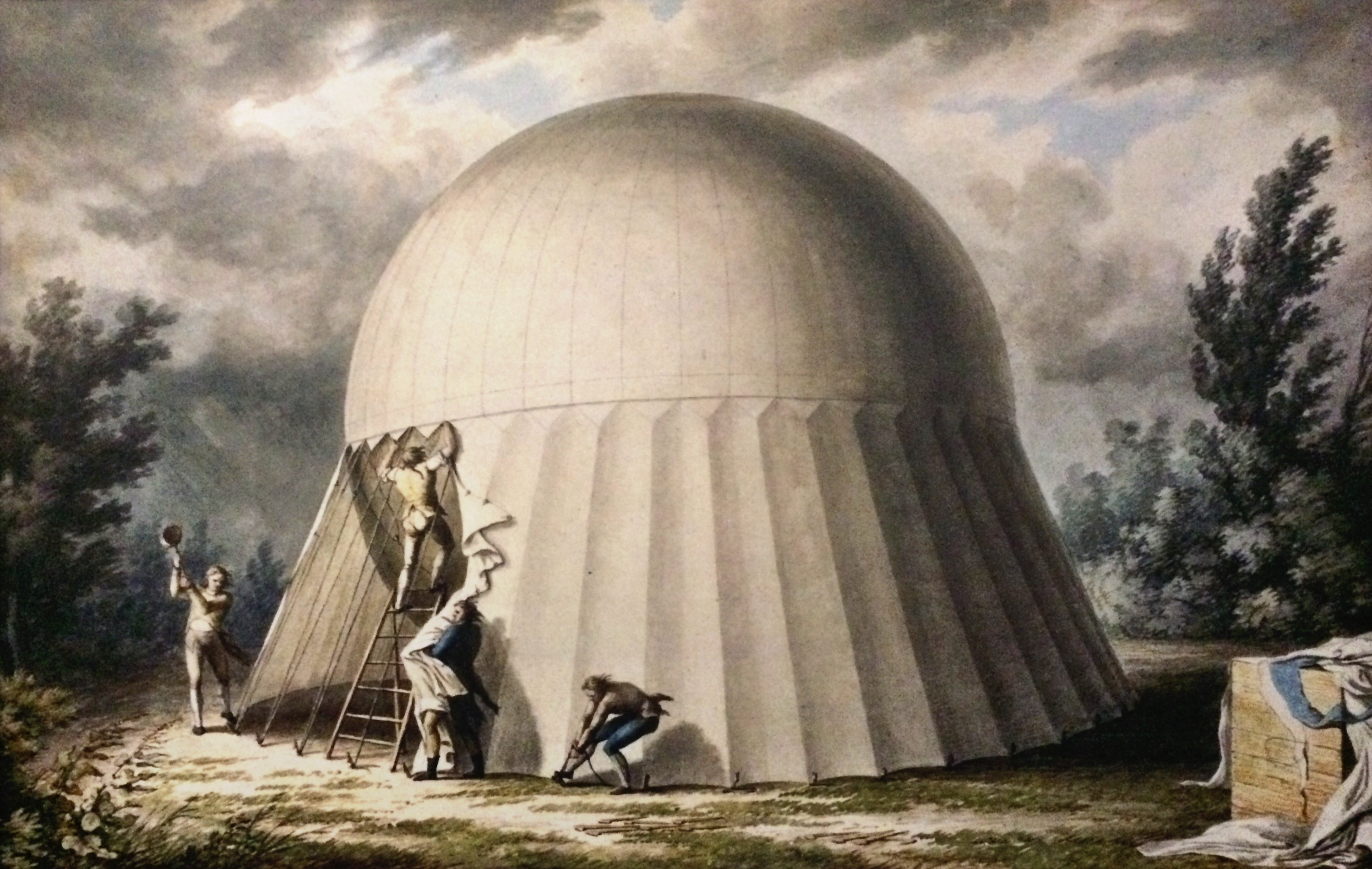
N.J. Conté, Aerostato all'accampamento sotto la sua tenda di protezione

Con la Rivoluzione francese la Francia fu attaccata da tutte le parti e il Comitato di salute pubblica pensò di utilizzare degli aerostati nelle operazioni militari. Conté animò una commissione di scienziati nominata a tal fine.
Il gruppo fu incaricato di sviluppare l'esperienza della decomposizione dell'acqua per mezzo del ferro al fine di produrre idrogeno per il gonfiaggio degli aerostati

. Si voleva infatti sostituire questo procedimento all'impiego dell'acido solforico, che appariva troppo costoso. Conté ripeté i suoi esperimenti a Meudon, dove gli fu affidata la direzione della scuola aerostati che vi si stabilì, costituita inizialmente da un gruppo confuso di giovani provenienti da tutti i mestieri, senza alcuna nozione di chimica, né di disegno, né di matematica, eppure chiamati a creare una tecnica completamente nuova.
Le materie insegnate andavano dalla chimica alla fisica alla meccanica, le lezioni erano sia teoriche che pratiche, e Conté faceva realizzare dai suoi stessi allievi gli strumenti che immaginava, trascorrendo le notti a preparare i disegni che servivano per le sue lezioni o a fare esperimenti vari, a volte pericolosi.

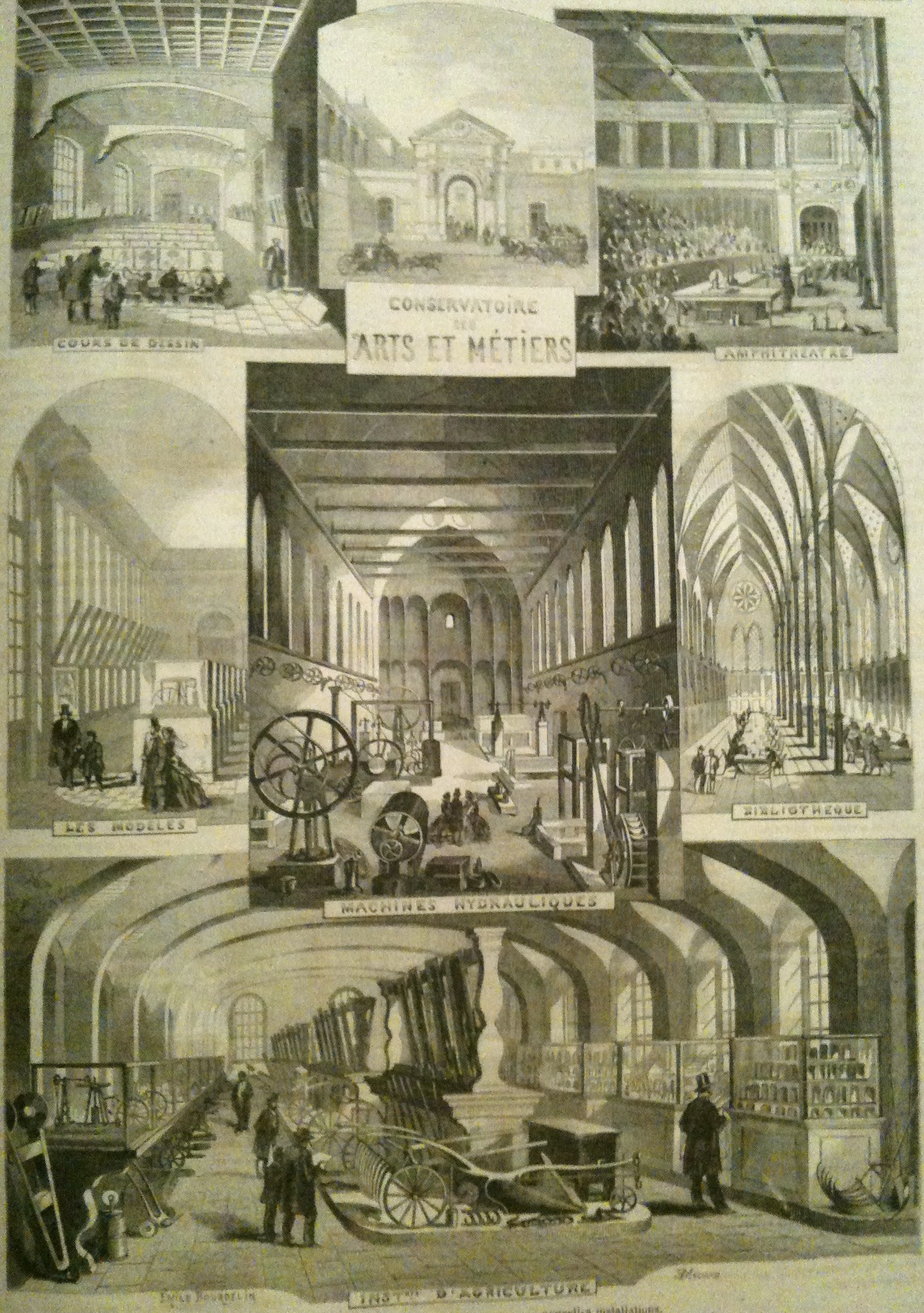
Il Conservatoire nationale des arts et métiers nel 1863

Durante questa attività Conté realizzò diversi esperimenti per riconoscere l'alterazione che il gas idrogeno poteva produrre sull'involucro degli aerostati. Si trattava di preparare più gas in maniera più economica e più veloce, di rendere gli involucri più solidi e più impermeabili e le vernici meno soggette ad ossidarsi.
Una notte, Conté aveva preparato diversi recipienti riempiti con diversi gas, e pezzi di taffetà (per l'involucro) verniciati con varie composizioni; fatta illuminare una estremità del suo laboratorio, Conté stava per rimuovere il tappo di uno dei recipienti per provare il gas che conteneva quando si formò una corrente d'aria che spinse l'idrogeno sulla fiamma della lampada. Ne seguì una terribile detonazione che fracassò tutti gli strumenti di vetro, producendo schegge che raggiunsero lo scienziato su tutte le parti del corpo. Questo incidente gli costò l'occhio sinistro, ma il governo gli conferì il grado di capo brigata di fanteria, e di comandante in capo di tutti i corpi di aerostati.
Nello stesso periodo sorse la necessità di costituire un deposito di strumenti, macchinari e manuali relativi alle arti e ai mestieri disseminati in diversi punti della capitale, allo scopo di salvaguardarli dai disordini rivoluzionari; fu così istituito (nell'ottobre 1784, poche settimane dopo l'esecuzione di Robespierre) il Conservatoire national des arts et métiers de la rue Saint-Martin, al Marais, con a capo l'Abbé Grégoire; Conté ne fu nominato membro (chimico), con Vandermonde (matematico) e Le Roy (fisico), che ne furono i primi fondatori e vi precedettero Joseph Montgolfier.

## Le matite
All'epoca si faceva sentire la carenza di matite importate dall'estero. Le matite utilizzavano, fin dal X secolo, mine di piombaggine, una grafite molto pura estratta a Borrowdale, nella contea di Cumberland, che doveva il suo nome alla somiglianza col minerale di piombo. Con il blocco economico a cui la Francia era sottoposta nel 1794, l'agenzia mineraria

, consultata dal governo, incaricò Conté di inventare una mina per matite che non richiedesse più materie prime di origine straniera. Dopo alcuni giorni di ricerche, Conté ebbe l'idea di mescolare la grafite con l'argilla, cuocere il tutto e rinchiuderlo tra due semicilindri di legno di cedro.
In questa, come in tutte le sue invenzioni, Conté non pensò mai ai suoi interessi personali. Ci volle tutta l'insistenza dei suoi amici per determinarlo a prendere, nel 1795, il privilegio della fabbricazione delle matite. Dopo aver ottenuto un brevetto per la sua invenzione il 3 gennaio 1795, creò, in meno di un anno, la manifattura di matite che ancora porta il suo nome (Conté à Paris). Si stava occupando di aggiungervi un nuovo genere di colori inalterabili, quando fu chiamato, con molti altri studiosi, a far parte della campagna d'Egitto come membro della Commission des sciences et des arts in qualità di direttore dei meccanici.

## Industria da campo durante la spedizione in Egitto

### Aerostati, telegrafo, industria militare
Conté partì per l'Egitto in qualità di capo brigata del corpo degli aerostati che aveva guidato a Meudon. Appena arrivato ad Alessandria, minacciato dagli inglesi e privo di ogni mezzo di difesa, Conté si dedicò ai lavori più urgenti al servizio di questa piazza quasi priva di tutto ciò che era necessario all'esercito. 
Propose un sistema telegrafico per segnalare alla flotta francese alla fonda ad Abukir l'apparizione della flotta inglese
, 
ma la proposta fu trascurata e la flotta non ebbe conoscenza dell'arrivo degli inglesi fino a quando non si dovette combattere. Dopo il combattimento, quando ancora gli inglesi minacciavano Alessandria, Conté costruì in due giorni con i mezzi più semplici, al Faro, forni industriali grazie ai quali, una volta che le navi inglesi si furono allontanate dalle coste, i francesi ebbero il tempo di fortificare la piazza.
Poco dopo Conté fu chiamato al Cairo alla testa di un esercito di operai, in parte addestrati da lui, ma l'utensileria e i macchinari inviati dalla Francia per supportare la spedizione erano scomparsi: il naufragio di una nave e il saccheggio del Cairo durante la rivolta egiziana avevano distrutto le casse e il loro contenuto. Bisognava quindi creare tutto, fino agli strumenti stessi. Conté organizzò subito delle officine e costruì, in un paese dove non si conosceva nulla di simile, diversi mulini a vento, delle macchine per stampare la moneta del Cairo, macchine da stampa a caratteri orientali, macchine per la fabbricazione della polvere da sparo, fonderie: nelle sue officine si fabbricavano cannoni, acciaio, cartone, tele verniciate, ecc.
In meno di un anno, Conté trasferì tecniche e tecnologie europee in una terra che fino ad allora le ignorava del tutto. Napoleone lo descrive così: «...Conté, che era alla testa degli aeronauti, uomo universale, con il gusto, le conoscenze e il genio delle arti, prezioso in un paese lontano, buono a tutto, capace di creare le arti della Francia in mezzo ai deserti dell'Arabia». Conté, che voleva che anche gli egiziani utilizzassero i suoi lavori, visitava le manifatture del paese, proponendo con semplicità facili miglioramenti, sicché si assisté in breve all'introduzione di nuovi processi nelle fabbriche locali. Conté comunicava le sue osservazioni all'Institut d'Égypte, studiava i vari mestieri, disegnava i laboratori, gli strumenti e le macchine. Si era costituito un enorme portfolio dove rappresentava una serie di lavori, scene interne, costumi del paese - sconosciuti agli altri viaggiatori. Questa collezione di disegni è stata incisa in parte nella Description de l'Égypte.

### Attrezzature da campo
Gli ingegneri mancavano di strumenti matematici, i chirurghi di strumenti chirurgici. Conté fece fabbricare spade per l'esercito, utensili per gli ospedali, strumenti matematici per gli ingegneri, occhiali per gli astronomi, matite per i disegnatori, lenti per i naturalisti. Dalle macchine più complicate ed essenziali, come i mulini da grano, ai tamburi e alle trombe - nel suo stabilimento si produceva di tutto. Perfezionò anche la produzione del pane.
Conté applicò tecniche nuove, come il nuovo telegrafo; quando poi i generali vollero, in occasione delle feste annuali, dare uno spettacolo sorprendente agli egiziani, fece delle mongolfiere. Non si possono descrivere tutti i lavori eseguiti da Conté in Egitto. Per imbarcare l'esercito di ritorno in Francia, aveva progettato e iniziato la fabbricazione di cisterne di piombo - ma la battaglia di Eliopoli lo richiamò al Cairo. Il vestiario dell'esercito aveva esaurito tutti i negozi del paese, e il blocco navale impediva al commercio di fornire lenzuola. Conté progettò di realizzare un lenzuolo per l'intero esercito e per il consumo degli abitanti.
Tutti e tre i generali che successivamente furono al comando in Egitto resero onore a colui che, secondo l'espressione del generale Menou, «aveva nutrito e vestito l'esercito». Il ministro degli Interni gli scriveva: «È lecito vantarsi quando si può dire come voi: ho fabbricato il primo acciaio, ho fuso il primo cannone». Il ritorno della spedizione lo costrinse ad abbandonare tutto ciò che aveva realizzato in Egitto, e non fu senza rammarico che Conté rinunciò a tutte le sue attività.

## Ritorno a Parigi, al Conservatorio
Tornato in Francia, Conté fu incaricato dal governo di dirigere la realizzazione della Description de l'Égypte. Il numero dei monumenti e degli oggetti d'arte da rappresentare era immenso. La sola operazione d'incisione, con i procedimenti ordinari, avrebbe richiesto spese enormi e richiesto un gran numero di anni.
Conté progettò allora una macchina da incisione che realizzava con facilità e rapidità tutto il lavoro dei fondi, dei cieli e delle masse dei monumenti, il cui uso fu poi adottato anche da altri artisti.
Ripreso il suo posto al Conservatorio, Conté divenne uno dei fondatori della Société d'encouragement pour l'industrie nationale (Società di incoraggiamento per l'industria nazionale), finalizzata a supportare l'industria francese nel confronto con la rivoluzione industriale in corso in Inghilterra. Come membro del comitato consultivo delle arti e delle manifatture presso il Ministero dell'Interno, si faceva presentare tutte le nuove invenzioni, per valutarne l'utilità dal punto di vista degli interessi dell'amministrazione.
Tornato in patria, e in famiglia, Conté perse purtroppo in rapida successione prima suo fratello, poi sua moglie. La sua attività, da allora, rallentò. «Ero spinto, diceva a un amico, dal desiderio di compiacere mia moglie. Le riferivo tutti i miei successi. Cosa mi resta adesso? » 
Fu insignito, fra i primi, della Legion d'onore, ma la sua salute continuò a declinare e morì nel suo cinquantunesimo anno.